# Possacos
Possacos es una freguesia portuguesa del concelho de Valpaços, con 31,19 km² de superficie y 464 habitantes (2001). Su densidad de población es de 14,9 hab/km².